# ATP Cup
ATP Cup là một giải quần vợt nam quốc tế thi đấu trên mặt sân cứng ngoài trời giữa các quốc gia, lần đầu tổ chức vào tháng 1 năm 2020. Giải đấu diễn ra tại 3 thành phố của Úc trong 10 ngày trước Giải quần vợt Úc Mở rộng và có 24 quốc gia tham dự. Đây là giải đấu đồng đội ATP đầu tiên sau ATP World Team Cup, tổ chức ở Düsseldorf từ năm 1978 đến năm 2012.

## Lịch sử
Vào ngày 2 tháng 7 năm 2018, giám đốc ATP, Chris Kermode thông báo ông có kế hoạch tổ chức một giải đấu đồng đội quần vợt nam diễn ra sau Davis Cup thay đổi thể thức sáu tháng trước khi thông báo. Giải đấu vào thời điểm đó thông báo có tên là World Team Cup tương tự như giải World Team Cup trước đó diễn ra ở Düsseldorf từ năm 1978 đến năm 2012.
Bốn tháng sau, vào ngày 15 tháng 11, ATP với Tennis Australia thông báo giải đấu được đổi tên thành ATP Cup với 24 đội tham dự thi đấu tại ba thành phố để chuẩn bị cho Giải quần vợt Úc Mở rộng. Những thành phố này sau đó được tiết lộ là Sydney, Brisbane và Perth. Giải đấu được tổ chức sau khi Hopman Cup bị hủy.
Kể từ giải đấu năm 2020 giải đấu diễn ra ở Sydney, Brisbane, và Perth, với Sydney là nơi diễn ra các trận tứ kết trở đi. Vào năm 2021 giải đấu bị hoãn lại vài tuần và chuyển đến Melbourne Park do các hạn chế đi lại của Úc bắt nguồn từ đại dịch COVID-19.

## Vòng loại
Các đội tham dự ATP Cup được xác định theo thứ hạng đánh đơn của tay vợt tốt nhất. Vào tuần sau Giải quần vợt Mỹ Mở rộng, 18 đội được công bố, dựa trên thứ hạng đánh đơn của tay vợt tốt nhất. Để một quốc gia đủ điều kiện, quốc gia đó phải có ít nhất ba tay vợt có thứ hạng ATP, và hai trong số đó có thứ hạng đánh đơn. 6 đội tiếp theo được công bố trong tuần của ATP Finals. Nếu chủ nhà không đủ điều kiện vào thời hạn đầu tiên của tháng 9 thì sẽ được đặc cách, chỉ để lại 5 suất cho thời hạn tháng 11.

## Giải đấu
Thể thức có 24 đội được chia thành 6 bảng, mỗi bảng 4 đội. Các đội sẽ thi đấu hai trận đấu đơn và một trận đấu đôi. Trận đấu đầu tiên là giữa hai tay vợt số 2 của mỗi đội, sau đó là trận đấu giữa hai tay vợt số 1 của mỗi đội, và trận đấu đôi kết thúc trận đấu. Trận đấu đôi sẽ được thi đấu bất kể tỷ số hòa hay không. Đội đứng nhất mỗi bảng cùng hai đội nhì bảng có thành tích tốt nhất vào vòng tứ kết giải đấu để thi đấu vòng đấu loại trực tiếp cho đến khi tìm ra đội vô địch.

## Các trận chung kết
| Năm  | Vô địch | Á quân      | Tỷ số |
| ---- | ------- | ----------- | ----- |
| 2020 | Serbia  | Tây Ban Nha | 2–1   |
| 2021 | Nga     | Ý           | 2–0   |
| 2022 | Canada  | Tây Ban Nha | 2–0   |

## Kết quả theo quốc gia
| Quốc gia    | 2020 | 2020 | 2021 | 2021 | 2022 | 2022 | Tổng số | Tổng số | Tổng số |
| Quốc gia    | Vòng | T–B  | Vòng | T–B  | Vòng | T–B  | SLTD    | SDH     | T–B     |
| ----------- | ---- | ---- | ---- | ---- | ---- | ---- | ------- | ------- | ------- |
| Argentina   | TK   | 2–2  | VB   | 1–1  | VB   | 0–0  | 3       | 0       | 3–3     |
| Úc          | BK   | 4–1  | VB   | 1–1  | VB   | 0–0  | 3       | 0       | 5–2     |
| Áo          | VB   | 1–2  | VB   | 0–2  | –    | –    | 2       | 0       | 1–4     |
| Bỉ          | TK   | 2–2  | –    | –    | –    | –    | 1       | 0       | 2–2     |
| Bulgaria    | VB   | 2–1  | –    | –    | –    | –    | 1       | 0       | 2–1     |
| Canada      | TK   | 2–2  | VB   | 0–2  | VB   | 0–0  | 3       | 0       | 2–4     |
| Chile       | VB   | 0–3  | –    | –    | VB   | 0–0  | 2       | 0       | 0–3     |
| Croatia     | VB   | 2–1  | –    | –    | –    | –    | 1       | 0       | 2–1     |
| Pháp        | VB   | 1–2  | VB   | 1–1  | VB   | 0–0  | 3       | 0       | 2–3     |
| Gruzia      | VB   | 1–2  | –    | –    | VB   | 0–0  | 2       | 0       | 1–2     |
| Đức         | VB   | 1–2  | BK   | 2–1  | VB   | 0–0  | 3       | 0       | 3–3     |
| Anh Quốc    | TK   | 2–2  | –    | –    | VB   | 0–0  | 2       | 0       | 2–2     |
| Hy Lạp      | VB   | 0–3  | VB   | 1–1  | VB   | 0–0  | 3       | 0       | 1–4     |
| Ý           | VB   | 2–1  | CK   | 3–1  | VB   | 0–0  | 3       | 0       | 5–2     |
| Nhật Bản    | VB   | 2–1  | VB   | 0–2  | –    | –    | 2       | 0       | 2–3     |
| Moldova     | VB   | 0–3  | –    | –    | –    | –    | 1       | 0       | 0–3     |
| Na Uy       | VB   | 1–2  | –    | –    | VB   | 0–0  | 2       | 0       | 1–2     |
| Ba Lan      | VB   | 1–2  | –    | –    | VB   | 0–0  | 2       | 0       | 1–2     |
| Nga         | BK   | 4–1  | VĐ   | 4–0  | VB   | 0–0  | 3       | 1       | 8–1     |
| Serbia      | VĐ   | 6–0  | VB   | 1–1  | VB   | 0–0  | 3       | 1       | 7–1     |
| Nam Phi     | VB   | 2–1  | –    | –    | –    | –    | 1       | 0       | 2–1     |
| Tây Ban Nha | CK   | 5–1  | BK   | 1–2  | VB   | 0–0  | 3       | 0       | 6–3     |
| Hoa Kỳ      | VB   | 0–3  | –    | –    | VB   | 0–0  | 2       | 0       | 0–3     |
| Uruguay     | VB   | 0–3  | –    | –    | –    | –    | 1       | 0       | 0–3     |